# Пенциці-Малі
Пенциці-Малі (пол. Pęcice Małe) — село в Польщі, у гміні Міхаловіце Прушковського повіту Мазовецького воєводства.
У 1975-1998 роках село належало до Варшавського воєводства.